# Xi Yangyang Yu Hui Tailang
Xi Yangyang Yu Hui Tailang é o título de uma popular série de desenho animado chinesa criada por Huang Weiming e desenvolvida pela Creative Power Entertaining. O show mostra a rivalidade de uma vila povoada por um grupo de pequenos bodes que se defendem dos ataques de um lobo desajeitado que tenta comê-los. Na temporada Poderosos Pequenos Defensores lançada em 2019, cabras e lobos alcançaram a paz. As histórias depois disso são sobre suas diferentes aventuras.

A série se tornou um dos mais bem sucedidos desenhos animados infantis asiáticos e atualmente conta com uma série de filmes anuais de semelhante a franquia japonesa Doraemon. Atualmente já são somados mais de 2500 episódios já produzidos do desenho animado desde 2005.